# Савиновка (Приморский край)
Са́виновка — село в Дальнереченском районе Приморского края, входит в состав Малиновского сельского поселения.

## География
Село Савиновка находится к юго-востоку от Дальнереченска, на правом берегу реки Малиновка.
Село стоит на автодороге Дальнереченск — Ариадное — Кокшаровка между сёлами Любитовка и Ариадное.
Расстояние от села Савиновка до районного центра города Дальнереченск около 101 км.

## Население
| 1915 | 2002 | 2010 |
| ---- | ---- | ---- |
| 193  | ↘26  | ↘19  |

## Улицы
В селе имеются две улицы: Речная и Центральная.

## Экономика
Жители занимаются сельским хозяйством.